# George Dawson

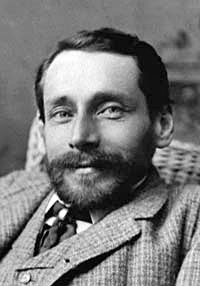
George Dawson (1885)

George Mercer Dawson (ur. 1 sierpnia 1849, zm. 2 marca 1901) – kanadyjski geolog, geograf, biolog i paleontolog. Od 1895 dyrektor Geological Survey of Canada.

## Życiorys
Urodził się w Pictou w Nowej Szkocji w zamożnej rodzinie mieszczańskiej. Jego ojciec, John William Dawson, był profesorem uniwersyteckim. Młody George był bardzo dobrym uczniem i wykazywał szerokie zainteresowania. W wieku dwunastu lat przeszedł ciężką chorobę, która spowodowała u niego trwałą ułomność – daleko posuniętą deformację kręgosłupa. Od tego czasu utykał na jedną nogę i uczył się w domu. Mimo to wyjechał na studia do Anglii do London Mining School, która w tamtych czasach uchodziła za najlepszą szkołę geologiczną. Po powrocie do Kanady kontynuował samodzielne studia z dziedziny biologii i zoologii. Mimo swej fizycznej ułomności pokierował i wziął udział w wielu wyprawach w Góry Skaliste, na wyspy Vancouver i Królowej Charlotty oraz do Jukonu, w czasie których przeprowadzono szczegółowe badania geologiczne, poparte także spostrzeżeniami z zakresu biologii, zoologii i paleontologii. W Jukonie własnoręcznie płukał piasek rzeczny z wielu strumieni, znajdując liczne ślady złotego piasku. Z tego względu został uznany za odkrywcę złota na Yukonie. Odkrycie to doprowadziło do gorączki złota nad Klondike. Jego imieniem nazwano miasto poszukiwaczy złota Dawson City.
Dawson opublikował wiele artykułów i kilka książek, z których do najbardziej znanych należą:
- 1878 – On the Superficial Geology of British Columbia
- 1892 – The British Colonies in America